# Corações Feridos
Corações Feridos est une telenovela brésilienne diffusée en 2012 par SBT.

## Distribution
| Acteur                  | Personnage            |
| ----------------------- | --------------------- |
| Flávio Tolezani         | Eduardo Sotelli       |
| Patrícia Barros         | Amanda Almeida Varela |
| Cynthia Falabella       | Aline Almeida Varela  |
| Jacqueline Dalabona     | Vera Almeida Varela   |
| Paulo Coronato          | Olavo Almeida Varela  |
| Victor Pecoraro         | Vitor Almeida Varela  |
| Ronaldo Oliva           | Flávio Souza          |
| Lílian Fernandes        | Lucy Ferreira         |
| Elaine Mickely          | Eloísa Gonçalves      |
| Marco Antônio Pâmio     | Dr Michel Batista     |
| Eda Nagayama            | Regina Batista        |
| Antônio Abujamra        | Dante Vasconcelos     |
| Iara Jamra              | Loreta                |
| Beto Nasci              | Glauco Lancastro      |
| Lívia Andrade           | Janaína               |
| Cláudio Andrade         | Luciano               |
| Lena Whitaker           | Maria                 |
| Junno Andrade           | Eliseu                |
| Larissa Manoela         | Viviane (Vivi)        |
| Jacqueline Sato         | Bianca Yokoyama       |
| Rita Batata             | Camila Reis           |
| Bruno Autran            | Dinho (Augusto)       |
| Milena Ferrari          | Priscila Lancastro    |
| Elizabeth Hartmann      | Tita                  |
| Blota Filho             | Hélio                 |
| César Negro             | Yuri                  |
| Adriana Lessa           | Sílvia                |
| Isabeau Christine       | Glória                |
| Fran Landin             | Daniel                |
| Ricardo Homuth          | Diego                 |
| Marcello Góes           | Ronaldo (Roni)        |
| Simone Zucato           | Cínira Reis           |
| Alvise Camozzi          | Nabal                 |
| Larissa Eberhardt Prado | Milla                 |
| Eliana Ferraz           | Lídia (Mãe do Dinho)  |
| Aiman Hammoud           | Breno (Pai do Dinho)  |
| Metturo                 | Théo                  |
| Kako Nolasco            | Saulo                 |
| Vinicius Henuns         | René                  |
| Paulo Zulu              | Rodrigo Sotelli       |

## Diffusion internationale
| Pays   | Chaîne | Titre            | Série prémière  |
| ------ | ------ | ---------------- | --------------- |
| Brésil | SBT    | Corações Feridos | 16 janvier 2012 |

## Autres versions

### Telenovelas
- La mentira (1965), réalisé et produit par Ernesto Alonso pour Televisa; avec Julissa, Enrique Lizalde et Fanny Cano.
- El amor nunca muere (1982), réalisé par Alfredo Saldaña et produit par Ernesto Alonso pour Televisa; avec Christian Bach, Frank Moro et Silvia Pasquel
- La mentira (1998), réalisé par Sergio Castaño et produit par Carlos Sotomayor pour Televisa; avec Kate del Castillo, Guy Ecker et Karla Álvarez.
- El juramento (2008), produit par Mary-Kathryn Kennedy pour Telemundo; avec Natalia Streignard, Osvaldo Rios et Dominika Paleta.
- Cuando me enamoro (2010), réalisée par Karina Duprez et Lily Garza, produit par Carlos Moreno Laguillo pour Televisa; Silvia Navarro, Juan Soler et Jessica Coch.

### Films
- La mentira (1952), réalisé par Juan J. Ortega; avec Marga López, Jorge Mistral et Gina Cabrera.
- La mentira (1970), réalisé par Emilio Gómez Muriel; avec Julissa, Enrique Lizalde et Blanca Sanchez.